# Coupe d'Allemagne féminine de football 1994-1995
Navigation
Édition précédente Édition suivante
Le DFB-Pokal Frauen 1994-1995 est la quinzième édition de la Coupe d'Allemagne féminine.
Il s'agit d'une compétition à élimination directe ouverte aux vainqueurs des coupes de chaque fédération régionale et des clubs de la  Bundesliga féminine. Elle est organisée par la Fédération allemande de football (DFB).
La finale a lieu le 24 juin 1995 au stade olympique de Berlin. Le FSV Francfort remporte sa quatrième Coupe d'Allemagne.

## Format
Les équipes participantes sont les vainqueurs des coupes des fédérations régionales et toutes les équipes ayant participé à la Bundesliga féminine en 1993-1994, soit 20 équipes, et les promus pour la saison 1993-1994 (trois équipes).
La compétition commence avec les 32e de finale qui se jouent sur un match, en cas d'égalité une séance de tirs au but a lieu. 
La finale se joue le 24 juin 1995 en lever de rideau de la finale masculine.

## Demi-finales
Les matchs se jouent le 12 février 1995.
| Equipe 1      | Equipe 2             | Score             |
| ------------- | -------------------- | ----------------- |
| FSV Francfort | Grün-Weiß Brauweiler | 1 - 1 (tab 4 - 2) |
| TSV Siegen    | SC Klinge Seckach    | 1 - 1 (tab 5 - 4) |

## Finale
| 24 juin 1995 | FSV Francfort | 3 - 1   | TSV Siegen | Stade olympique de Berlin, Berlin |                      |
|              |               | (1 - 1) |            | Spectateurs : 25 000              | Spectateurs : 25 000 |

- Le FSV Francfort remporte sa quatrième Coupe d'Allemagne, pour le TSV Siegen c'était la neuvième finale (dont cinq victoires) le club sombrera ensuite et sera repris en 1997 par l'autre club de la ville, le Sportfreunde Siegen[2].